# روث دي سوزا
روث دي سوزا (بالبرتغالية: Ruth de Souza‏) هي ممثلة برازيلية، ولدت في 12 مايو 1921 بريو دي جانيرو في البرازيل. من الجوائز التي نالتها وسام الاستحقاق الثقافي ‏ سنة 2005.

## جوائز
- وسام الاستحقاق الثقافي [الإنجليزية]‏ (2005)

## وصلات خارجية
- روث دي سوزا على موقع IMDb (الإنجليزية)
- روث دي سوزا على موقع قاعدة بيانات الفيلم (الإنجليزية)